# Albrecht Nicolaas de Vos van Steenwijk
Albrecht Nicolaas baron de Vos van Steenwijk (Arnhem, 4 februari 1912 - Ede, 4 augustus 1996) was commandant der Nederlandse Zeemacht en familiehistoricus.

## Biografie
De Vos van Steenwijk, zoon van de president van het gerechtshof te Arnhem mr. Jan Arend Goderd baron de Vos van Steenwijk (1882-1961) en Catharina Charlotte Evelina den Tex Bondt (1888-1978), koos voor een militaire loopbaan en nam op 15-jarige leeftijd dienst bij de Koninklijke Marine. Op 19-jarige leeftijd werd hij luitenant ter zee 3e klasse. Hij diende aan boord van de Hr. Ms. De Zeven Provinciën tijdens de muiterij in 1933. De marineofficier De Vos van Steenwijk werd vanwege zijn oorlogsactiviteiten in de wateren bij Nederlands-Indië en in de Indische en de Stille Oceaan als luitenant ter Zee 1e klasse aan boord van Hr. Ms. Tromp onderscheiden met het Bronzen Kruis. Na de oorlog zette hij zijn carrière bij de Marine voort en sloot tegelijkertijd in 1952 een studie rechten succesvol af. Hij was van 1960 tot 1964 commandant van de Nederlandse Zeemacht in de rang van viceadmiraal. Voor zijn werkzaamheden ontving hij meerdere onderscheidingen. Hij was naast drager van het Bronzen Kruis, onder meer ridder in de orde van de Nederlandse Leeuw en officier in de orde van Oranje-Nassau.
Naast zijn militaire activiteiten was De Vos van Steenwijk lid, en van 1984 tot 1986 voorzitter, van de Hoge Raad van Adel en coadjutor van de Johanniter Orde. Hij publiceerde zowel op zijn vakgebied de marine als over het geslacht De Vos van Steenwijk. Hij was stichter van het Marinemuseum te Den Helder.
De Vos van Steenwijk was een achterkleinzoon van de voorzitter van de Eerste Kamer, Jan Arend Godert baron de Vos van Steenwijk. Zijn oom was viceadmiraal Carel de Vos van Steenwijk (1885-1959). De Vos trouwde drie maal en had uit zijn eerste huwelijk met Yvonne Lucile Maria Pia Margit gravin Zichy de Zich et Vasonkéö (1920), twee zonen.